# Ursus arctos gobiensis
El oso del Gobi (Ursus arctos gobiensis) es una subespecie de oso pardo (Ursus arctos) que vive en el desierto del Gobi de Mongolia. Actualmente está clasificado como muy rara en la lista roja de Mongolia, siendo una subespecie muy amenazada y vulnerable, ya que los estudios estiman que viven unos 22-31 individuos en el desierto del Gobi.
El oso pardo del Gobi a veces ha sido clasificado en la misma subespecie que el oso pardo del Tíbet (Ursus arctos pruinosus), considerando que el oso pardo del Gobi sería una población desertícola residual de éste, basándose en similitudes morfológicas. 